# Prostomeus
Prostomeus é um gênero de traça pertencente à família Agonoxenidae.